# Umbrailpasset
Umbrailpasset, på italienska Giogo di Santa Maria eller Passo dell'Umbrail, på tyska Umbrailpass eller Wormserjoch och på rätoromanska Pass dal Umbrail, är ett bergspass på gränsen mellan Italien och Schweiz, ungefär en kilometer sydost om toppen Piz Umbrail. Det är med sina 2 503 m.ö.h. det högsta vägpasset i Schweiz. Vägen genom passet anlades 1901 och är sedan 2015 asfalterad i sin hela längd. Mot norr går vägen till Santa Maria Val Müstair och några hundra meter söder om krönet/gränsen ansluter den till vägen mellan Bormio och Stelviopasset. Passet är stängt från tidigt i november till mitten av maj eller början av juni.
Från Santa Maria Val Müstair är det 13,3 kilometer till passets krön varunder vägen stiger med 1 124 m, vilket ger en genomsnittlig stigning på 8,5 % och som brantast är det 11 % på 100 m. Från Bormio är det 18,3 km och 1 283 höjdmeter, i genomsnitt 7,1 % stigning och som mest 11,9 % på 100 m.

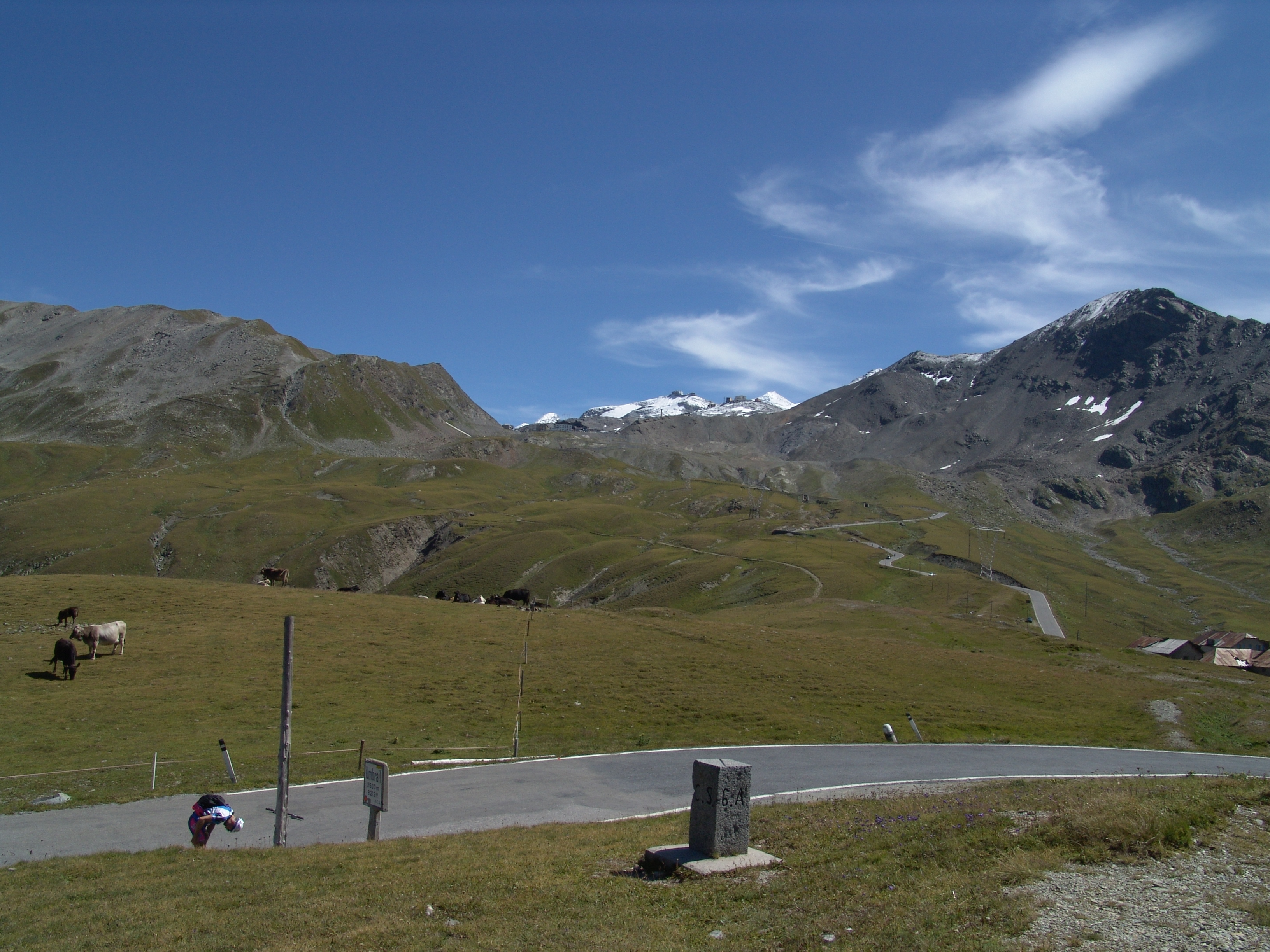
Gränssten mellan Schweiz och Italien vid vägskylten som markerar passets krön. Åt höger Italien, åt vänster Schweiz. I fjärran syns hotellen vid Stelviopasset.
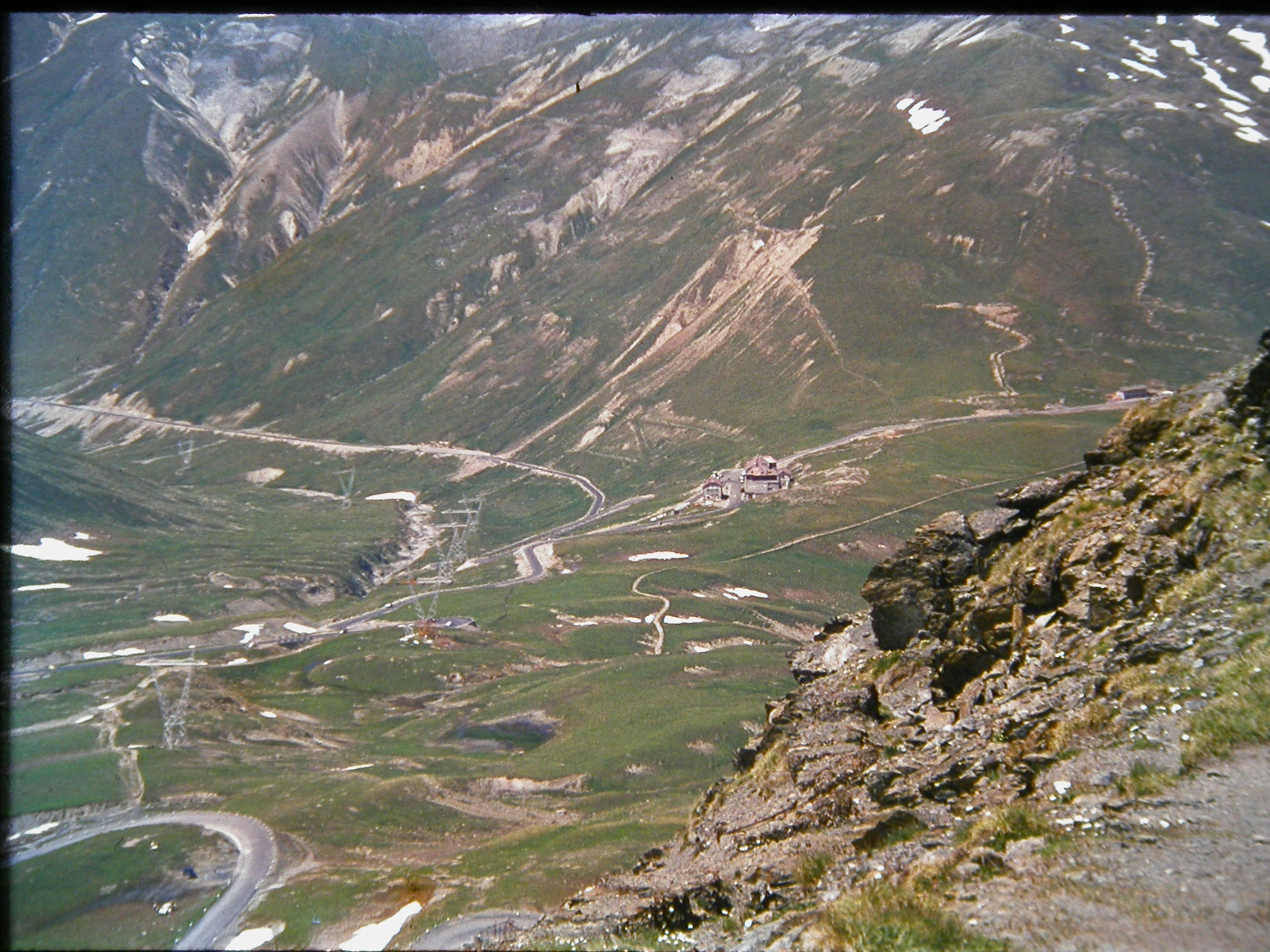
Umbrailpasset sett från Piz de las Trais Linguas just norr om Stelviopasset. Åt höger går vägen ner till Santa Maria (där den försvinner bakom klippan ses den schweiziska tullstationen) och åt vänster vägen mot Bormio.

## IGiro d'Italia
| År   | Etapp | Start - mål                              | Längd (km) | Först över krönet | Klättring från          |
| ---- | ----- | ---------------------------------------- | ---------- | ----------------- | ----------------------- |
| 2017 | 16    | Rovetta – Bormio                         | 222        | Mikel Landa       | Santa Maria Val Müstair |
| 2024 | 16    | Livigno Laas – Santa Cristina Valgardena | 206 118    |                   | Bormio                  |

2024 skulle etapp 16 ursprungligen ha körts via Stelviopasset, men på grund av snöläget och lavinfaran lades bansträckningen om så att den vek av genom Umbrailpasset istället. Härigenom blev Umbrailpasset hela Girots högsta punkt, Cima Coppi, detta år, fram till tävlingsdagen då rutten fick förkortas på grund av snöoväder och kyla så att Umbrailpasset inte passerades.